# Temporada 1931-1932 del Liceu
Va ser la darrera temporada de Miquel Mulleras al Liceu, que es va retirar amb Madama Butterfly.
| Temporada 1931-1932 del Liceu |                       |                   |                                    | |           |                                             |
| Òpera                         | Compositor            | Director musical  | Director d'escena                  | Papers principals | Producció | Dates                                       |
| La Damnation de Faust         | Hector Berlioz        | Antonino Votto    | Gaspart Bartera                    | Gina Cigna, Josep Palet, Vincenzo Giucciardi |           | 3 de novembre                               |
| Tannhäuser                    | Richard Wagner        | Georges Sébastian | Gaspart Bartera                    | Elisabeth Feuge, Sabine Offermann, Maria Espinalt, Martin Oehmann, Joseph Groenen, Emanuel List, Hermann Wiedemann |           | 5 de novembre                               |
| La Bohème                     | Giacomo Puccini       | Antonino Votto    | Gaspart Bartera                    | Maria Zamboni, Irma Mion, Maria Espinalt, Alexandro Granda, Luigi Borgonovo |           | 7 de novembre                               |
| Un ballo in maschera          | Giuseppe Verdi        | Antonino Votto    | Gaspart Bartera                    | Gina Cigna, Aureliano Pertile, Gaetano Viviani |           | 14 de novembre                              |
| Aida                          | Giuseppe Verdi        | Josep Sabater     | Llorenç Malvet                     | Josefina Blanch, Hipòlit Lázaro, Concepció Callao, Ramon Cortinas / Josep Canudas, Aníbal Vela, Giralt, Gonzalo |           | 5 de desembre                               |
| Tosca                         | Giacomo Puccini       | Josep Sabater     | Llorenç Malvet i Joan Villaviciosa | Carme Bau Bonaplata, Jaume Bardera, Ricard Fusté, Conrad Giralt / Josep Fernàndez, Augusto Gonzalo, Jordi Frau, Margarita Cueto |           | 10 de desembre                              |
| Rigoletto                     | Giuseppe Verdi        | Vicente Petri     | Joan Villaviciosa                  | Hipòlit Lázaro (12, 19) / Aurelio Anglada (20) / Eduard Matheu (21), Maties Morro (12, 20) / Ramon Cortinas (19) / Josep Canudas (21), Maria Espinalt, Aníbal Vela, Elena Lucci, Josep Jordà, Granollers, Gonzalo, Frau, Alexina Zanardi, Teresa Gamboa                             |           | 12, 20 de desembre, 21 de gener, 19 de març |
| La traviata                   | Giuseppe Verdi        | Antoni Capdevila  | Joan Villaviciosa                  | Pilar Duamirg, Roger Baldrich/Aurelio Anglada, Maties Morro/Francisco Latorre, Alexina Zanardi, Teresa Gamboa, Augusto Gonzalo, Jordi Frau, Josep Jordà, Giralt, Granollers |           | 13 de desembre                              |
| L'africana                    | Giacomo Meyerbeer     | Vicente Petri     | Llorenç Malvet                     | Josefina Blanch, Hipòlit Lázaro, Teresa González, Ricard Fusté / Teresa Gamboa, Joaquim Alsina, Giralt, Augusto Gonzalo, Jordà, Granollers, Torras |           | 19 de desembre                              |
| La Dolores                    | Tomás Bretón          | Josep Sabater     | Rafael Moragas                     | Carme Bau Bonaplata, Josep Palet, Elena Lucci, Ricard Fusté, Aníbal Vela, Luis Gimeno, Augusto Gonzalo |           | 26 de desembre                              |
| Samson et Dalila              | Camille Saint-Saëns   | Antoni Capdevila  | Llorenç Malvet                     | Concepció Callao, Amador Famadas, Ramon Cortinas, Aníbal Vela, Joaquim Alsina, Augusto Gonzalo, Torras, Jordà |           | 29 de desembr                               |
| La Bohème                     | Giacomo Puccini       | Josep Sabater     | Llorenç Malvet                     | Pilar Noguero, Teresa González, Miquel Mulleras, Ricard Fusté, Aníbal Vela, Augusto Gonzalo, José Fernández, Granollers, Jordà, Giralt |           | 2 de gener                                  |
| Faust                         | Charles Gounod        | Francesc Ribas    | Llorenç Malvet                     | Carme Bau Bonaplata, Hipòlit Lázaro, Elena Lucci, Alexina Zanardi, Luis Gimeno, Ricard Fusté, Giralt, Jordi Frau, Margarita Cueto |           | 6 de gener                                  |
| El barber de Sevilla          | Gioachino Rossini     | Francesc Ribas    | Llorenç Malvet                     | Baltasar Lara, Josep Fernández, Pilar Duamirg, Francisco Latorre, Aníbal Vela, Josep Torras, Elena Lucci, August Gonzalo |           | 14 de gener                                 |
| Gli Ugonotti                  | Giacomo Meyerbeer     | Vicente Petri     | Joan Villaviciosa                  | Hipólito Lázaro, Josefina Blanch, Maria Valverde, Teresa González, Ricardo Fusté, Alexina Zanardi, Teresa Gamboa, Aníbal Vela, Ricard Fusté, Joaquim Alsina, August Gonzalo, Torras, Josep Fernández, Giralt, Jordà                                                                 |           | 21 de gener                                 |
| Marina                        | Emilio Arrieta        | Antoni Capdevila  | Rafael Moragas                     | Maria Espinalt, Alexina Zanardi, Antoni Marquès, Ramon Cortinas, Aníbal Vela, Granollers, Jordà |           | 28 de gener                                 |
| Carmen                        | Georges Bizet         | Antoni Capdevila  | Joan Villaviciosa                  | Maria Valverde, Josep Palet/Amador Famadas, Luis Gimeno/Ramon Cortinas, Maria Espinalt, Alexina Zanardi, Teresa Gamboa, Jordi Frau, August Gonzalo, Giralt, Jordà |           | 2 de febrer                                 |
| La Gioconda                   | Amilcare Ponchielli   | Vicente Petri     | Joan Villaviciosa                  | Hipòlit Lázaro, Josefina Blanch, Maria Valverde, Elena Lucci, Ricard Fusté, Aníbal Vela, August Gonzalo, Jordi Frau, Jordà |           | 13 de febrer                                |
| Lohengrin                     | Richard Wagner        | Vicente Petri     | Llorenç Malvet                     | Josep Palet, Carme Bau Bonaplata, Concepció Callao, Maties Morro, Aníbal Vela, Josep Jordà |           | 14 de febrer                                |
| La Favorita                   | Gaetano Donizetti     | Francesc Ribas    | Llorenç Malvet                     | María Valverde, Aurelio Anglada (febrer), Hipòlit Lázaro (12 març), Juan F. Sucara (15 març), Francisco Latorre (febrer, 15 març), Ricardo Fusté (12 març), Joaquín Alsina (febrer, 12 març), Aníbal Vela (15 març), August Gonzalo, Alexina Zanardi (febrer), Teresa Gamboa (març) |           | 16 febrer / 12, 15 març                     |
| La llama                      | José María Usandizaga | Josep Sabater     | Llorenç Malvet                     | Concepció Oliver, Concepció Callao, Alexina Zanardi, Maria Espinalt, Antoni Marquès, Josep Jordà, Aníbal Vela, Conrad Giralt, August Gonzalo |           | 3 de març                                   |
| L'elisir d'amore              | Gaetano Donizetti     | Josep Sabater     | Llorenç Malvet                     | Pilar Duamirg, Hipòlit Lázaro, Alexina Zanardi, Josep Fernández, Ricard Fusté |           | 5 de març                                   |
| Madama Butterfly              | Giacomo Puccini       | Josep Sabater     | Llorenç Malvet                     | Pilar Noguero, Elena Lucci, Alexina Zanardi, Miquel Mulleras, Matías Morro, Augusto Gonzalo, José Fernández, Granollers, Jordà, Giralt |           | 10 de març                                  |
| Lucia di Lammermoor           | Gaetano Donizetti     | Vicente Petri     | Llorenç Malvet                     | Maria Espinalt, Hipòlit Lázaro, Maties Morro, Joaquim Alsina, Augusto Gonzalo, Jordi Frau |           | 13 de març                                  |